# Felix Oehme
Felix Frederik Oehme (* 28. Juni 1981 in New Orleans) ist ein deutscher Segelsportler.

## Leben
Felex Oehme machte 2001 in Lübeck Abitur. Nach Ableistung des Grundwehrdienstes bei der Marine studierte er ab 2002 an der Technischen Universität Hamburg Maschinenbau. 2008 erwarb er das Diplom. Ab 2009 war er wissenschaftlicher Mitarbeiter am Institut für Thermodynamik der Helmut-Schmidt-Universität/Universität der Bundeswehr Hamburg, wo er 2015 mit der Arbeit Modellierung und experimentelle Untersuchung der thermischen Abluftentfeuchtung multifunktionaler Brennstoffzellensysteme zum Dr. Ing. promovierte.

## Sportliche Erfolge
Ende 2006 segelte Oehme mit einer fünfköpfigen Crew über den Atlantik und erhielt für diese Leistung den 2. Preis der Stiftung Hochseesegeln. Im September 2006 und 2008 vertrat er Deutschland erfolgreich beim World University Championship Match Race. Außerdem kam er bei mehreren internationalen Rennen der 49er-Klasse – darunter die Deutsche Meisterschaft – unter die besten Fünf.
2008/2009 gewannen Oehme und sein Skipper Boris Herrmann mit dem Beluga Offshore Sailing Team zwei Etappen des Portimão Global Ocean Race – eine Regatta in fünf Etappen um die ganze Welt für Boote der 40er-Klasse (1. Etappe: Portimão, Portugal – Kapstadt, Südafrika, Start: 12. Oktober 2008, Ankunft: 16. November 2008; 2. Etappe: Kapstadt – Wellington, Neuseeland, Start: 14. Dezember 2008, Ankunft: 15. Januar 2009). Erstmals nach dem Whitbread Round the World Race im Jahr 1989/1990 gelang damit einem deutschen Profiteam auf einem deutschen Schiff ein Etappensieg bei einem internationalen Hochseerennen.

## Auszeichnungen
- Zweiter Preis der Stiftung Hochseesegeln
- 2009: Trans-Ocean-Preis[2]
- 2010: German Offshore Award – Senatspreis der Freien und Hansestadt Hamburg[3]